# Wołga, Wołga...

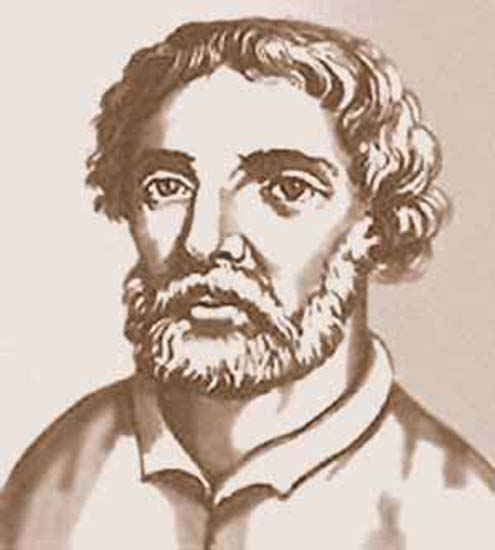
Portret Stienki Razina, głównego bohatera piosenki (grafika angielska powstała po 1671, roku egzekucji Razina)

Wołga, Wołga, mat' rodnaja... (ros. Волга, Волга, мать родная…), właściwie Iz-za ostrowa na strieżeń... (ros. Из-за острова на стрежень…) – rosyjska pieśń autorstwa Dimitrija Sadownikowa z 1883 roku, opowiadająca o Stieńce Razinie, przywódcy powstania Kozaków dońskich z roku 1670.
Pieśń ta zdobyła dużą popularność i ma wiele (różniących się od siebie mniej lub bardziej) wersji. Z polskich wykonawców śpiewał ją w rosyjskiej wersji m.in. Czesław Niemen. Charakterystyczne fragmenty tej pieśni w rosyjskiej wersji wykorzystał Andrzej Rosiewicz w piosence "Wieje wiosna ze wschodu" (znanej powszechnie jako Michaił, Michaił).

## Tekst
Pieśń opowiada historię z roku 1670, gdy ataman kozacki Stieńka Razin, wódz powstania przeciwko szlachcie i carskiej biurokracji, po ślubie z perską księżniczką wypływa wraz z towarzyszami czółnami na Wołgę, prawdopodobnie w podróż poślubną. Zagniewany słyszy krytykę, kpiny kozaków i rodzące się między nimi niesnaski związane z negatywną oceną tego ożenku. Aby położyć kres niezgodzie postanawia podarować młodą żonę Wołdze i wrzuca ją do rzeki. Księżniczka topi się w jej nurcie. Ataman wyjaśnia osłupiałym zgromadzonym, że nie pożałuje niczego, co mogłoby doprowadzić do niezgody wśród wolnych ludzi – Kozaków. Nawołuje też zespół muzykantów, aby zagrał i zatańczył dla zbawienia jej duszy.

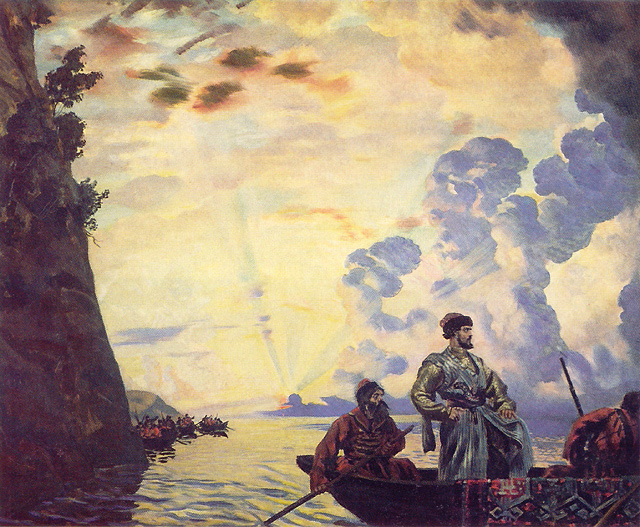
Stienka Razin (obraz Borysa Kustodijewa z 1918)